# 3554 Amun
3554 Amun este un asteroid din grupul Aten, descoperit pe 4 martie 1986 de Carolyn Shoemaker și Eugene Shoemaker.